# 美馬市立平帽子小学校
美馬市立 平帽子小学校（みましりつ ひらぼうししょうがっこう）は、徳島県美馬市脇町にあった公立小学校。
2004年（平成16年）3月31日より休校となる。

## 沿革
- 1971年（昭和46年）10月 校歌制定。
- 2004年（平成16年）3月31日より休校。

## 校訓
- 誠心で（まごころで）
自分をいましめ、はずかしくない行いをする

## 校歌

### 平帽子小学校
- 作詞 藤川善平 ／ 作曲 近藤良三